# Angélique de Lyall
Angelica arguta
Espèce
Classification phylogénétique
L'Angélique de Lyall (Angelica arguta) est une espèce de plante herbacée vivace de la famille des Apiaceae.

## Habitat
Elle est originaire de l'ouest de l'Amérique du Nord où elle est présente de l'Alaska jusqu'en Floride aux États-Unis en passant par la Colombie-Britannique et l'Alberta au Canada. Elle apprécie les zones recouvertes de forêts de conifères.

## Description
Il s'agit d'une plante vivace à racine pivotante qui se caractérise par une tige d'une taille de un à deux mètres. Elle a des feuilles pointues et dentées d'une longueur de 9 cm. Le sommet de la tige est garni de fleurs généralement jaunâtres disposées en ombelle composée dont le diamètre atteint 10 cm.